# Bertold Spuler
Bertold Spuler (* 5. Dezember 1911 in Karlsruhe; † 6. März 1990 in Hamburg) war ein deutscher Orientalist. Er lehrte von 1948 bis 1980 als Professor für Islamkunde an der Universität Hamburg.

## Leben und Werk
Spuler wuchs als Sohn eines Augenarztes in Karlsruhe auf. Seine Familie war altkatholisch und er blieb sein ganzes Leben lang Mitglied dieser Kirche. Als Schüler am humanistischen Bismarck-Gymnasium Karlsruhe lernte er neben Altgriechisch und Latein auch Französisch, Russisch und Englisch. Ab 1930 studierte er Klassische Philologie, Geschichte, Slawistik und Islamwissenschaft an den Universitäten Heidelberg, München, Hamburg und Breslau. Zu seinen Professoren zählten Gotthelf Bergsträßer, Rudolf Strothmann und Carl Brockelmann. Er war nach 1933 zeitweise für die Gestapo als Übersetzer für Hebräisch und Jiddisch tätig und arbeitete seit 1934 für die Historische Kommission für Schlesien als Referent für polnische Literatur. Mit einer Arbeit über die europäische Diplomatie in Konstantinopel bis zum Frieden von Belgrad (1739) wurde er 1935 bei dem Osteuropahistoriker Friedrich Andreae in Breslau promoviert.
Danach war er Hochschulassistent, zunächst am Seminar für osteuropäische Geschichte und Landeskunde in Berlin, 1937 wechselte er aber an den Lehrstuhl des Iranisten Walther Hinz an der Georg-August-Universität Göttingen. Dort habilitierte er sich 1938 mit der Schrift Die Mongolen in Iran (Politik, Verwaltung und Kultur der Ilchanzeit, 1220–1350) und erwarb die Lehrbefugnis für Orientalistik und Islamkunde. Während des Zweiten Weltkriegs war er als Dolmetscher und Übersetzer bei der Wehrmacht bzw. im Auswärtigen Amt in Berlin dienstverpflichtet. Spuler wurde 1943 zum ordentlichen Professor für semitische Philologie und Islamwissenschaft an der Universität München ernannt, konnte diese Stelle aber kriegsbedingt nicht antreten.
Später leitete er das Islam-Institut der Georg-August-Universität Göttingen, an dem er von Juni 1944 an in zunächst zweiwöchigen, dann drei- bis viermonatigen Lehrgängen muslimische Legionäre, überwiegend sowjetische Kriegsgefangene, in religiösem Grundwissen und Ritualistik des Islams unterrichtete, um sie zu Feldgeistlichen, sogenannten „Feldmullahs“, auszubilden. Insgesamt hatte er Schüler mit zehn verschiedenen Muttersprachen, die nur er, aber keiner seiner Schüler, alle beherrschte. Er empfahl angesichts von Auseinandersetzungen unter Muslimen eine Trennung von Schiiten und Sunniten. Daneben war Spuler Leiter des Bereichs „Geschichte“ in der „Arbeitsgemeinschaft Turkestan“, die vom Reichssicherheitshauptamt innerhalb der Deutschen Morgenländischen Gesellschaft implementiert worden war.
Nach Kriegsende wurde Spuler als „unbelastet“ entnazifiziert. Ab Herbst 1945 lehrte er wieder als Privatdozent an der Universität Göttingen. 1948 übernahm er als Nachfolger Rudolf Strothmanns den Lehrstuhl für Islamkunde an der Universität Hamburg. Als Direktor des Seminars für Geschichte und Kultur des Vorderen Orients (1948–1971) erreichte er die Einrichtung neuer Professuren für die Fächer Ägyptologie, Turkologie und Iranistik in Hamburg. 1952/53 war er Dekan und im darauffolgenden akademischen Jahr Prodekan der Hamburger Philosophischen Fakultät. Nach der Umstrukturierung der Universität war er von 1971 bis 1980 Leiter der Abteilung für Islamkunde, Semitistik und Turkologie innerhalb des Fachbereichs Orientalistik. 1980 wurde er emeritiert.
Für einen öffentlichen Skandal sorgte Spuler 1967. Als bei der Rektoratsübergabe protestierende Studenten ein Transparent mit der Aufschrift „Unter den Talaren – Muff von 1000 Jahren“ enthüllten, rief er: „Sie gehören alle ins Konzentrationslager!“ Dafür wurde er zeitweilig von seinen Dienstgeschäften suspendiert. In diesem Zusammenhang stellte sich heraus, dass Spuler nach seiner Mitgliedschaft in der SA (1933 bis 1934) im Jahr 1937 in die NSDAP eingetreten und dort Zellenleiter gewesen war.
Als Wissenschaftler ist Spuler durch die Herausgabe des Handbuchs der Orientalistik hervorgetreten, das nach Schwerpunkten geordnet seit den 1950er Jahren in Fortsetzungen erscheint und beansprucht, alle Bereiche der Orientwissenschaft abzudecken. Er war ab 1948 zunächst neben seinem akademischen Lehrer und Lehrstuhlvorgänger Strothmann Mitherausgeber und nach dessen Tod 1960 bis 1980 alleiniger Herausgeber der traditionsreichen Fachzeitschrift Der Islam. Spuler wurde mit Ehrendoktorwürden der Universitäten Bern (1962) und Bordeaux (1965) ausgezeichnet. Die Académie nationale des sciences, belles-lettres et arts de Bordeaux wählte ihn 1969 zum ordentlichen Mitglied, im Jahr darauf auch das Deutsche Archäologische Institut.
Spuler war mit Gerda Roehrig (1908–2002) verheiratet, mit der er drei Kinder bekam. Einer seiner Söhne ist der Kunsthistoriker Christof Spuler. Die Turkologin Ursula Spuler-Stegemann ist seine Großnichte.

## Veröffentlichungen (Auswahl)
- Die europäische Diplomatie in Konstantinopel bis zum Frieden von Belgrad (1739). 3 Teile. In: Jahrbücher für Kultur und Geschichte der Slaven. NF Bd. 11, Heft 1, 1935, ZDB-ID 217860-6, S. 53–115, JSTOR:41040262; Heft 2, 1935, S. 171–222, JSTOR:41040271; Heft 3/4, 1935, S. 313–366, JSTOR:41040356, (Zugleich: Breslau, Universität, Dissertation, 1935).
- Die Minderheitenschulen der europäischen Türkei von der Reformzeit bis zum Weltkrieg (= Schriften des Osteuropa-Institutes in Breslau. Neue Reihe H. 8, ZDB-ID 554629-1). Mit einer Einleitung über das türkische mohammedanische Schulwesen. Priebatsch, Breslau 1936.
- Die Mongolen in Iran. Politik, Verwaltung und Kultur der Ilchanzeit 1220–1350 (= Iranische Forschungen. 1, ZDB-ID 538612-3). Hinrichs, Leipzig 1939, (Zugleich: Göttingen, Universität, Habilitations-Schrift; mehrere Auflagen).
- Idel-Ural. Völker und Staaten zwischen Wolga und Ural. O. Stollberg, Berlin 1942.
- Die Goldene Horde. Die Mongolen in Rußland 1223–1502 (= Das mongolische Weltreich. Bd. 2). Harrassowitz, Leipzig 1943, (2. erweiterte Auflage. Harrassowitz, Wiesbaden 1965).
- Die Gegenwartslage der Ostkirchen in ihrer völkischen und staatlichen Umwelt (= Bücher des Wissens. 1947, 6, ZDB-ID 844420-1). Metopen, Wiesbaden 1948, (2., bis zur Gegenwart ergänzte Auflage, als: Gegenwartslage der Ostkirchen in ihrer nationalen und staatlichen Umwelt. Metopen, Frankfurt am Main 1968).
- Die Mongolenzeit (= Handbuch der Orientalistik. Abt. 1: Der Nahe und der Mittlere Osten. 6: Geschichte der islamischen Länder. 2). Wissenschaftliche Editionsgesellschaft, Berlin 1948, (Wieder: Brill, Leiden u. a. 1953).
- Die Chalifenzeit. Entstehung und Zerfall des islamischen Weltreichs (= Handbuch der Orientalistik. Abt. 1: Der Nahe und der Mittlere Osten. 6: Geschichte der islamischen Länder. 1). Brill, Leiden u. a. 1952.
- Iran in früh-islamischer Zeit. Politik, Kultur, Verwaltung und öffentliches Leben zwischen der arabischen und der seldschukischen Eroberung 633 bis 1055 (= Akademie der Wissenschaften und der Literatur. Veröffentlichungen der Orientalischen Kommission. 2). Steiner, Wiesbaden 1952.
- Regenten und Regierungen der Welt. = Sovereigns and Governments of the World.
  - Teil 2: 1492–1953. Ploetz, Würzburg u. a. 1953;
  - Teil 2, Band 3: Neuere Zeit 1492–1918. 2. Auflage. Ploetz, Würzburg u. a. 1962:
  - Teil 2, Band 4: Neueste Zeit, 1917/18–1964. 2. Auflage. Ploetz, Würzburg u. a. 1964;
  - Teil 2, Band 4: Neueste Zeit 1917/18–1964. Nachtrag 1964/65. 2. Auflage. Ploetz, Würzburg u. a. 1966;
  - Teil 2, Band 5: Neueste Zeit 1965–1970. Ploetz, Würzburg 1972, ISBN 3-87640-026-0.
- mit Ludwig Forrer: Der vordere Orient in islamischer Zeit (= Orientalistik. Tl. 3 = Wissenschaftliche Forschungsberichte. Geisteswissenschaftliche Reihe. NF 21, ZDB-ID 533322-2). Francke, Bern 1954.
- Die morgenländischen Kirchen. Brill, Leiden u. a. 1964.
- Geschichte der Mongolen. Nach östlichen und europäischen Zeugnissen des 13. und 14. Jahrhunderts. Artemis, Zürich u. a. 1968.
- Gesammelte Aufsätze. Brill, Leiden 1980, ISBN 90-04-06049-9.
- Les Iraniens et le gouvernement des Arabes au début de la domination de l’Islam. In: Orientalia Suecana. Band 33–35, 1984–1986, S. 395–400.